# Euxoa perlentans
Euxoa perlentans là một loài bướm đêm trong họ Noctuidae.